# Вильпент (Од)
Вильпе́нт (фр. Villepinte) — коммуна во Франции, находится в регионе Лангедок — Руссильон. Департамент коммуны — Од. Входит в состав кантона Южный Кастельнодари. Округ коммуны — Каркасон.
Код INSEE коммуны — 11434.

## Население
Население коммуны на 2008 год составляло 1223 человека.
| 1962 | 1968 | 1975 | 1982 | 1990 | 1999 | 2008 |
| ---- | ---- | ---- | ---- | ---- | ---- | ---- |
| 722  | 771  | 762  | 916  | 1017 | 1024 | 1223 |

## Экономика
В 2007 году среди 784 человек в трудоспособном возрасте (15—64 лет) 547 были экономически активными, 237 — неактивными (показатель активности — 69,8 %, в 1999 году было 61,9 %). Из 547 активных работали 456 человек (252 мужчины и 204 женщины), безработных было 91 (50 мужчин и 41 женщина). Среди 237 неактивных 89 человек были учениками или студентами, 68 — пенсионерами, 80 были неактивными по другим причинам.